# Овочеві історії у хаті
Овочеві історії у хаті, це американський комп'ютерний анімаційний телесеріал виробництва Big Idea Entertainment і DreamWorks Animation телебачення. Він створений після VeggieTales, християнською тематикою фільму серії, показуючи антропоморфні овочі.

Два творці серіалу Овочеві історії з 1993 року, зіграють свої голоси персонажів: Філ Вішер повторює голосу Боба помідор, Арчибальд спаржа, Джиммі гарбуза, Пилип, г-н Лунт і Па винограду. І Майк Навроцький повторює голосу Ларрі Огірок, Джеррі Гарбуз, і Жан-Клод Горох. Тресс МакНілл робить голосу петунії ревінь, мадам чорниці, Лора морква, і Джуниор спаржею, замінивши Меган Мерфі, Сідні Трент, і Лізу Фішер відповідно. Роб Полсен робить голос Ichabeezer.

## Персонажі

### Головні герої
- Боб помідор (озвучує Філ Вішер) – Один з головних героїв VeggieTales, він найкращі друзі і сусіди по кімнаті з Ларрі огірка.
- Ларрі Огірок (озвучує Майк Навроцький) – Найкращий друг і сусід по кімнаті з Бобом помідор, Ларрі безглуздий, легковажний, і енергійний дитина, як особистості.
- Петунія Ревінь (озвучує Тресс МакНілл) – Хороші друзі з Бобом і Ларрі, вона часто любить проводити час з ними, і часто пропонує їм поради, коли всі вони потрапляють в боротьбі або особою особисті проблеми.
- Лора морква (озвучує Тресс МакНілл) – Красива і чарівна дівчина, хто дружить з Бобом і Ларрі, вона і Джуніор часто більше зраділи багато різних речей, в їх місті, як Shadow Puppets, цуценята, і бейсбол.
- Джуниор спаржа (озвучує Тресс МакНілл) – найкращий друг Лори моркви
- Па виноград (озвучує Філ Вішер) – Мудрий старий зелений виноград, він біжить кутовий магазин під назвою кутку магазину ПА. Він часто дає мудрий і проникливий поради своїм друзям, коли це необхідно.
- Джиммі і Джеррі Гарбузи - І два брати, які живуть разом. Вони не роблять купу, але вони люблять допомагати іншим, коли вони необхідні. Вони часто люблять їсти теж багато. Джиммі (озвучує Філ Вішер) вважається більш зухвалий і балакучий один, а Джеррі (озвучує Майк Навроцький) є трохи розумний і спокійний, він часто говорить кілька слів.

### Другорядні персонажі
- Французские Горошенкі – Жан-Клод і Філіп два горох, які брати. (Жана-Клода озвучує Майк Навроцький, Філіпа озвучує Філ Вішер)
- Ichabeezer (озвучує Роб Полсен) - Ichabeezer живе в с Бобом і Ларрі, він сварливим і має грубий голос. Він часто бачив залучення будь-яких громадську діяльність. Часто виявляється втягнутим в смішний schenagians особливо, коли він отримує витягнув навколо його собаки.

## Епізоди
| Номер епізоду | Номер історії | Назва                                 | Режисер        | Автор         | Дата випуску      |
| ------------- | ------------- | ------------------------------------- | -------------- | ------------- | ----------------- |
| 1             | 1             | "Puppies & Guppies"                   | Craig George   | Ethan Nicolle | November 26, 2014 |
| 1             | 2             | "Sorry We're Closed Today"            | Tim Hodge      | Eric Branscum | November 26, 2014 |
| 2             | 3             | "Bob & The Awesome Frosting Mustache" | Craig George   | Ethan Nicolle | November 26, 2014 |
| 2             | 4             | "Bob and Larry: Gettin' Angry"        | Tim Hodge      | Eric Branscum | November 26, 2014 |
| 3             | 5             | "Bob's Bad Breath"                    | Bill Breneisen | Ethan Nicolle | November 26, 2014 |
| 3             | 6             | "Trading Places"                      | Graig George   | Eric Branscum | November 26, 2014 |
| 4             | 7             | "Jimmy & Jerry are Rich"              | Bill Breneisen | Eric Branscum | November 26, 2014 |
| 4             | 8             | "Feelin Hot, Hot, Hot"                | Tim Hodge      | Eric Branscum | November 26, 2014 |
| 5             | 9             | "Laura at Bat"                        | Graig George   | Ethan Nicolle | November 26, 2014 |
| 5             | 10            | "Pie Fight!"                          | Bill Breneisen | Eric Branscum | November 26, 2014 |